# تپه چارداخ
تپه چارداخ در استان قزوین، شهرستان آوج، بخش آبگرم روستای اروچان واقع شده و این اثر در تاریخ ۱۸ اردیبهشت ۱۳۸۰ با شمارهٔ ثبت ۳۸۰۳ به‌عنوان یکی از آثار ملی ایران به ثبت رسیده است.